# 木下紗華
木下 紗華（きのした さやか、1981年7月21日 - ）は、日本の女性声優。ケンユウオフィス所属。千葉県出身。

## 人物
以前はゆーりんプロに所属していた。
声種はメゾソプラノ
大人っぽい色気のある声質が特徴的で、少年役など幅広く演じている。
趣味は歌、映画・音楽鑑賞。特技はピアノ演奏。
資格は英語検定準2級、フランス語検定4級。

## 出演
太字はメインキャラクター。

### テレビアニメ
2002年
- プリンセスチュチュ（ワニ子）

2003年
- 明日のナージャ（ザビーの弟）
- 金色のガッシュベル!!（女学生）
- マーメイドメロディー ぴちぴちピッチ（女性客）

2004年
- グレネーダー 〜ほほえみの閃士〜（少年）
- 魔法少女リリカルなのは（槙原愛〈槙原院長〉）

2005年
- まほらば Heartful Days（銀雅、タチバナ、ヒロちゃん、綾乃）
- エレメンタル ジェレイド（モード、ラピス、スティンレイド）
- ふたりはプリキュア Max Heart（アリサの兄、格闘館女子中の選手）
- プレイボール（アナウンス、女生徒B）

2006年
- Strawberry Panic（剣城要）
- MUSASHI -GUN道-（真田幸村）
- すもももももも〜地上最強のヨメ〜（友香）
- プレイボール2nd（アナウンス、女生徒B）
- まじめにふまじめ かいけつゾロリ（女性B）

2007年
- 怪物王女（母）
- Kanon（ウェイトレス）
- ゼロの使い魔 シリーズ（2007年 - 2008年、女騎士、妖精亭店員、ブリジッタ、従者）- 2シリーズ
- ZOMBIE-LOAN（保健医）
- ナイトウィザード The ANIMATION（ユウ）
- BLUE DRAGON（ヴァルキリー、子分、助手 他）
- ぷるるんっ!しずくちゃん（2007年 - 2008年、チャイタ王子）- 2シリーズ

2008年
- 仮面のメイドガイ（女医〈サルバドーラ・デバイレ・サカサ〉）
- シゴフミ（職員）
- TYTANIA -タイタニア-（女A）
- テレパシー少女 蘭（里絵）
- ネットゴーストPIPOPA（村田エリ子、ボット、雪谷花代、母親、オペレーター、メモリン、DF社員オペレーター）
- BLUE DRAGON 天界の七竜（スィー、母親）
- ミチコとハッチン（女）
- 我が家のお稲荷さま。（木下〈カップル〉）

2009年
- 銀魂（百華）
- グイン・サーガ（ラク族母親、セム族の子供）
- 花咲ける青少年（不良女子）
- ファイト一発! 充電ちゃん!!（そっ子）
- Phantom 〜Requiem for the Phantom〜（エバ・ストーン）

2010年
- GIANT KILLING（秘書）

2011年
- べるぜバブ（男鹿美咲、強盗O、ママB、焔王）
- レベルE（立花先生）

2013年
- ぴっちぴち♪しずくちゃん（チャイタ王子）

2014年
- 金田一少年の事件簿R（式部清子）

2015年
- ピカイア!（2015年 - 2017年、イルマ大統領）- 2シリーズ

2016年
- ドリフェス!（2016年 - 2017年、片桐わかば）- 2シリーズ

2017年
- ボールルームへようこそ（美野麗）
- ポケットモンスター サン&ムーン（2017年 - 2019年、ルザミーネ）

2018年
- サンリオ男子（誠一郎の母）
- 魔法使いの嫁（2018年 - 2023年、エリアス〈女性姿〉、アルキュオネ） - 3シリーズ
- 銀河英雄伝説 Die Neue These 邂逅（ジェシカ・エドワーズ）
- かみさまみならい ヒミツのここたま （たまシャイン）
- からくりサーカス（2018年 - 2019年、ナイア・スティール）

2019年
- ブギーポップは笑わない（来生真希子）
- ONE PIECE（2019年 - 2025年、モロロン、グロリオーサ〈過去〉）
- 僕のヒーローアカデミア（2019年 - 2024年、編集長、ヒーロー公安委員会会長、ミルコ） - 4シリーズ

2020年
- 波よ聞いてくれ（シセル光明）
- ブラッククローバー（ボゥ・ノクデ）

2021年
- SHAMAN KING（2021年 - 2022年、道蘭）

2022年
- デリシャスパーティ♡プリキュア（2022年 - 2023年、セクレトルー）
- BIRDIE WING -Golf Girls' Story-（2022年 - 2023年、クライン・クラーラ） - 2シリーズ
- ポケットモンスター（ルザミーネ）

2023年
- 『ヒプノシスマイク-Division Rap Battle-』Rhyme Anima +（棕櫚夏喜）
- 薬屋のひとりごと（2023年 - 2025年、杏） - 2シリーズ

2024年
- ワンルーム、日当たり普通、天使つき。（マナーCM）

2025年
- 謎解きはディナーのあとで（手代木瑞穂）

### 劇場アニメ
- 魔法少女リリカルなのは The MOVIE 1st（2010年、槙原院長）
- 僕のヒーローアカデミア THE MOVIE ヒーローズ:ライジング（2019年、公安委員長）
- 映画 デリシャスパーティ♡プリキュア 夢みる♡お子さまランチ!（2022年、セクレトルー）
- BLUE GIANT（2023年、アキコ）
- 僕のヒーローアカデミア THE MOVIE ユアネクスト（2024年、ミルコ）

### OVA
- ランジェリー戦士パピヨンローゼ（2003年、シスター・ビーネ）
- 君が望む永遠〜Next Season〜（2007年、店員A）
- ゼロの使い魔〜三美姫の輪舞〜（2008年、女子生徒A）
- あきそら（2009年、葵ソラ）

### Webアニメ
- BROTHERHOOD FINAL FANTASY XV（2016年、ゲンティアナ、ノクト乳母）

### ゲーム
2003年
- きまぐれストロベリーカフェ（水原苺）

2007年
- THE 落武者（渓）

2008年
- アーマード・コア フォーアンサー（エイ＝プール）
- ケイン＆リンチ：デッドメン（ジェニー）

2009年
- キルゾーン2（エブリン）

2010年
- ヘビーレイン 心の軋むとき（ローレン･ウィンター）
- ホスピタル 6人の医師（ステラ・アボット）
- 赤い刀（神条椿）

2011年
- 赤い刀 真（神条椿）
- インスタントブレイン（瀬々里ミチコ）

2012年
- ネバーデッド（アルカディア・マクシミル）
- グラビティデイズ/重力的眩暈:上層への帰還において彼女の内宇宙に生じた摂動（グラビティ・クロウ）
- ガールズRPG シンデレライフ（主人公）
- キングダム ハーツ 3D ［ドリーム ドロップ ディスタンス］（アナウンサー）
- ボーダーランズ2（マヤ）
- 真・三國無双6 Empires（エディット音声〈妖艶2〉）

2013年
- ソウル サクリファイス（ニミュエ）
- ザ ラスト オブ アス（ラミレス）

2014年
- Wolfenstein: The New Order（アーニャ・オリヴァ）
- ディアブロ3（モンク〈女〉）
- ソウル サクリファイス デルタ（ニミュエ）
- チャイルド オブ ライト（語り手）

2016年
- オーバーウォッチ（アテナ）
- 逆転オセロニア（レオノーラ）
- フィリスのアトリエ 〜不思議な旅の錬金術士〜（エーデル・ハンクシュタイン）
- ファイナルファンタジーXV（ゲンティアナ）

2017年
- ヴァルキリーアナトミア -ジ・オリジン-（白麗のヴァルキリー）
- グラビティデイズ2/重力的眩暈完結編:上層への帰還の果て、彼女の内宇宙に収斂した選択（グラビティ・クロウ)
- 仁王（千子トメ）
- ホライゾン ゼロ・ドーン
- 大逆転裁判2 -成歩堂龍ノ介の覺悟-
- リディー&スールのアトリエ 〜不思議な絵画の錬金術士〜（グレース）

2018年
- ファイナルファンタジーXV ポケットエディション（ゲンティアナ）

2019年
- Apex Legends（ブラッドハウンド）
- ボーダーランズ3（マヤ）
- ドラゴンクエストXI 過ぎ去りし時を求めて S（ドン・カンノーリ）
- ポケモンマスターズ（プリム）
- スター・ウォーズ ジェダイ:フォールン・オーダー（ナイトシスター・メリン）

2020年
- VALORANT（ヴァイパー）
- コール オブ デューティ ブラックオプス コールドウォー（ヘレン・パーク）

2021年
- バイオハザード ヴィレッジ（マザー・ミランダ）
- アクション対魔忍（イングリッド）
- ドラゴンクエストX いばらの巫女と滅びの神 オンライン（エルドナ神、ドーレンヌ、ラジ）
- 真・女神転生V（ソピアー）

2022年
- ゼノブレイド3（アール）
- 僕のヒーローアカデミア ULTRA IMPACT（ミルコ）

2023年
- ドラゴンクエストX 天星の英雄たち オンライン（エルドナ神）
- スター・ウォーズ ジェダイ:サバイバー（ナイトシスター・メリン）
- マブラヴ：ディメンションズ（浅葱みのり）
- 共闘ことばRPG コトダマン（ミルコ）

2024年
- グランブルーファンタジー（フェニックス / ハウヘト）
- 百英雄伝 (スカーレット）
- 真・女神転生V Vengeance（ソピアー）
- ドラゴンクエストX 未来への扉とまどろみの少女 オンライン（エルドナ神）
- コール オブ デューティ ブラックオプス 6（ヘレン・パーク）

### ドラマCD
- 赤い刀（神条椿）
- 彩雲国物語 セカンドシリーズドラマCD1 番外編（女）
- 最遊記RELOAD Death match+a（女主人）
- 執事様のお気に入り（女生徒）
- ストロベリー・パニック オリジナルドラマCD スピカ編（剣城要）
- ナイトウィザードファンブック『パワー・オブ・ラブ』付属CDドラマ『愚者の楽園』（柊レン）
- ナイトウィザードファンブック『リーチ・フォー・ザ・スターズ』ドラマCD『最果ての数式』（ロンギヌス09〈エヴィ・アン〉）
- ナイトウィザードファンブック『スターダスト・ティアーズ』付属CDドラマ『新訳・星を継ぐ者〜篝〜』（結城マサト）

### 吹き替え

#### 担当女優
オリヴィア・マン
- クレイジー・パーティー（トレイシー）
- ザ・プレデター（ケイシー・ブラケット）
- ゾンビ・ホスピタル（ナンシー）
- フレンズ&ネイバーズ（サマンサ・"サム"・レヴィット）

クリステン・スチュワート
- アリスのままで（リディア・ハウランド）
- アンダーウォーター（ノラ・プライス）
- エージェント・ウルトラ（フィービー・ラーソン）
- チャーリーズ・エンジェル（サビーナ）
- トワイライトシリーズ（ベラ・スワン）
  - トワイライト〜初恋〜 ※ソフト版
  - ニュームーン/トワイライト・サーガ ※ソフト版
  - エクリプス/トワイライト・サーガ ※ソフト版
  - ブレイキング・ドーン Part1/トワイライト・サーガ
  - ブレイキング・ドーン Part2/トワイライト・サーガ

- パーソナル・ショッパー（モウリーン・カートライト）
- ビリー・リンの永遠の一日（キャスリン）

ケイト・マーラ
- ハウス・オブ・カード 野望の階段（ゾーイ・バーンズ）
- ブラック・ミラー シーズン6 #3（ラナ）
- モーガン プロトタイプL-9（リー・ウェザーズ）

フリーマ・アジェマン
- ドリームランド 渚の四姉妹（トリッシュ）
- ニュー・アムステルダム 医師たちのカルテ（ヘレン・シャープ）
- 秘密情報部 トーチウッド（マーサ・ジョーンズ）

レイチェル・テイラー
- ARQ: 時の牢獄（ハンナ）
- マーベル・シネマティック・ユニバース（トリシュ・ウォーカー）
  - Marvel ジェシカ・ジョーンズ
  - Marvel ルーク・ケイジ
  - Marvel ザ・ディフェンダーズ

リンジー・ローハン
- アグリー・ベティ3（キミー・キーガン）
- 今宵、フィッツジェラルド劇場で（ローラ・ジョンソン）
- ボビー（ダイアン）

#### 映画
- 愛と哀しみの旅路（リリー・カワムラ〈タムリン・トミタ〉）※Disney+版
- アイ・フィール・プリティ! 人生最高のハプニング（マロリー〈エミリー・ラタコウスキー〉[40]）
- アイム・ユア・ウーマン（テリ〈マーシャ・ステファニー・ブレイク〉）
- 悪魔のいけにえ レザーフェイス一家の逆襲（ヘザー・ミラー〈アレクサンドラ・ダダリオ〉）
- 狎鴎亭スターダム（ミジョン〈オ・ナラ〉[41]）
- アドヴィタム（レオ〈ステファン・カイヤール〉）
- アナイアレイション -全滅領域-（ジョシー・ラデク〈テッサ・トンプソン〉）
- アナコンダ3（アマンダ〈クリスタル・アレン〉[4]）
- アナコンダ4（アマンダ〈クリスタル・アレン〉[4]）
- アフターマス: 余波（ナタリー〈アシュリー・グリーン〉）
- アメリカン・クライム
- アメリカン・ピーチパイ（オリヴィア・レノックス〈ローラ・ラムジー〉）
- ある決闘 セントヘレナの掟（マリソル〈アリシー・ブラガ〉）
- 怒りの戦場 CODE：PIRANHA（オリガ〈スヴェトラーナ・アントノワ〉[4]）
- イタリア的、恋愛マニュアル（ジュリア〈ジャスミン・トリンカ〉[4]）
- インヴィンシブル/栄光へのタッチダウン
- インディ・ジョーンズ/最後の聖戦 ※BD・WOWOW新録版
- インフェクテッドZ（ローズ博士〈ナタリー・ドーマー〉）
- ウォー・ドッグス（イズ〈アナ・デ・アルマス〉）
- ウォンテッド（キャシー〈クリステン・ヘイガー〉[42]）※BSテレ東版
- AVA/エヴァ（エヴァ〈ジェシカ・チャステイン〉）
- エベレスト 3D（サンディ・ヒル・ピットマン〈ヴァネッサ・カービー〉）
- オハナ（レイラニ〈ケリー・フー〉）
- オフロでGO!!!!! タイムマシンはジェット式
- カーサ・エスペランサ 〜赤ちゃんたちの家〜（フアナ）
- 彼女はホログラム・スター（ロレッタ〈スペンサー・レッドフォード〉）
- 96時間（シーラ〈ホリー・バランス〉[43]）
- キングスマン:ゴールデン・サークル（クララ〈ポピー・デルヴィーニュ〉[44]）
- 近距離恋愛 (クリスティ〈ケリー・カールソン〉)
- クイーンギャング 怒りのリベンジ・ライド（マギー〈セリンダ・スワン〉）
- クライモリ デッド・ビギニング（ケニア〈ジェニー・パダヴィック〉）
- グランド・イリュージョン（ヘンリー・リーブス〈アイラ・フィッシャー〉）
- クランプス 魔物の儀式（マックス〈エムジェイ・アンソニー〉）
- グレート・ホワイト（キャズ〈カトリーナ・ボウデン〉[45]）
- ゲド〜戦いのはじまり〜
- ゴッド・ギャンブラー レジェンド（ロク刑事〈ジン・ティエン〉）
- コッポラの胡蝶の夢（ヴェロニカ〈アレクサンドラ・マリア・ララ〉[4]）
- search/#サーチ2（ヘザー・ダモア〈エイミー・ランデッカー〉）
- 最後の陰謀（ニコール〈アンジェリカ・ブリッジス〉）
- ザ・ウォード/監禁病棟（クリステン〈アンバー・ハード〉）
- ザ・コンサルタント（メリーベス・メディナ〈シンシア・アダイ＝ロビンソン〉）
- サタンクロース（マリー・マック〈エミリー・デ・レイヴィン〉）
- サヨナラの代わりに（ベック〈エミー・ロッサム〉）
- ザ・リング ※フジテレビ版
- ジグソウ:ソウ・レガシー（アナ〈ローラ・ヴァンダーヴォート〉[46]）
- 6TRAP（ブリー〈アリス・ダーリン〉）
- シャーペイのファビュラス・アドベンチャー
- シャドウハンター（クラリー・フレイ〈リリー・コリンズ〉）
- シャン・チー/テン・リングスの伝説（リー〈ファラ・チャン〉[47]）
- ジョン・カーター（サラ〈アマンダ・クレイトン〉）
- ジャンパー ※テレビ朝日版
- 白い肌の異常な夜（エドウィーナ・ダブニー〈エリザベス・ハートマン〉）※イマジカBS版
- スクリーム（アンバー・フリーマン〈マイキー・マディソン〉[48]）
- スターリングラード 史上最大の市街戦（カーチャ〈マリヤ・スモルニコワ〉）
- ステップ・アップ2:ザ・ストリート（ミッシー〈ダニエル・ポランコ〉）
- ステップ・アップ5: アルティメット（アレクサ・ブラヴァ〈イザベラ・マイコ〉）
- STUBER/ストゥーバー（ベッカ〈ベティ・ギルピン〉[49]）
- ストレンジャーズ/戦慄の訪問者（ドールフェイス〈ジェマ・ワード〉）
- スノー・バディーズ 小さな5匹の大冒険
- スケルトンライダー（カヤ〈ジェニファー・リー・ウィギンス〉）
- 3D SEX & 禅（玉香〈レニー・ヤン〉）
- セイブ・ザ・ワールド（メリッサ・ペイサー〈リンゼイ・スローン〉）
- 戦場にかける橋 ※ソフト版
- ソーシャル・ネットワーク（エイミー〈ダコタ・ジョンソン〉）
- ソー 生命の木とアスガルドの神々（ヤルンサクサ〈パトリシア・ヴェラスケス〉）
- ソウ（カーラ〈アレクサンダー・チュン〉）
- ソムニア -悪夢の少年-（ジェシー〈ケイト・ボスワース〉）
- ゾンビ・ストリッパーズ（ジーニー〈シャムロン・ムーア〉）
- ダーウィン・アワード
- タクシードライバー（アイリス〈ジョディ・フォスター〉[4]）※アルティメット・エディションDVD版
- 007 スカイフォール（両替係員〈イェニス・チョン〉）
- ダンス・レボリューション2（ティナ〈セイチェル・ガブリエル〉）
- ダンス・レボリューション ザ・ニュースタイル（メレア・マーティン〈キャシー・ヴェンチュラ〉）
- チェイサー（ミジン〈ソ・ヨンヒ〉）
- 地球が静止した日（スカイ〈シニード・マッキャファーティ〉）
- TSUNAMI -ツナミ-（ヒミ〈カン・イェウォン〉[4]）
- ディープ・ブルー3（エマ・コリンズ〈タニア・レイモンド〉[50]）
- ディザスター・ムービー! 最'難'絶叫計画（エイミー〈ヴァネッサ・ミニーロ〉）
- ディラン・ドッグ デッド・オブ・ナイト（エリザベス〈アニタ・ブリエム〉）
- デート & ナイト（ウィピット・トリプルホーン〈ミラ・クニス〉、ケイティ〈レイトン・ミースター〉）※DVD版
- デス・ルーム（ニーナ[4]）
- デス・レース（エリザベス・ケース〈ナタリー・マルティネス〉[4]）
- TEKKEN -鉄拳-（クリスティ・モンテイロ〈ケリー・オーバートン〉[4]）
- デッド・ノート（レイチェル・ヘギー〈ポリアンナ・マッキントッシュ〉）
- 鉄板スポーツ伝説
- デビル・インサイド（イザベラ〈フェルナンダ・アンドラーデ〉）
- デンジャラスな妻たち（ジャッキー・トゥルーマン〈ケイティ・ホームズ〉）
- デンジャラス・プリズン -牢獄の処刑人-（ローレン・トーマス〈ジェニファー・カーペンター〉）
- トゥルース・オア・デア 〜殺人ゲーム〜（マーキー〈ヴァイオレット・ビーン〉）
- トランスフォーマー/最後の騎士王（クインテッサ〈ジェンマ・チャン〉）
- トランスポーター イグニション（アンナ〈ローン・シャバノル〉）
- トリプルX:再起動（ベッキー〈ニーナ・ドブレフ〉）
- ドロップ 赤ちゃん事件簿!?（レックス〈アナ・コンクル〉[51]）
- トロン: レガシー（サイレン〈ヤヤ・ダコスタ〉）
- NUMB［ナム］ 極限の争奪戦（シェリル〈マリー・アヴゲロプロス〉）
- NAKED -ネイキッド-（ダイアナ〈ダニエル・デ・ルカ〉）
- ネイキッド・ソルジャー 亜州大捜査線（メイシー〈ジェニファー・ツェー〉）
- ネイビーシールズ 全滅領域（ケイト・パクストン〈セリンダ・スワン〉）
- バタフライ・エフェクト3/最後の選択（ジェナ・リード〈レイチェル・マイナー〉[4]）
- バツイチは恋のはじまり（イザベル〈ダイアン・クルーガー〉）
- パッション・プレイ（リリー・ルスター〈ミーガン・フォックス〉）
- バットマン ビギンズ（レイチェル・ドーズ〈ケイティ・ホームズ〉[4]）※フジテレビ版
- バビロンA.D.（オーロラ〈メラニー・ティエリー〉[4]）
- ハンコック（ホッティ〈ヘイリー・マリー・ノーマン〉）
- ピーターラビット（モブシー〈エリザベス・デビッキ〉[52]）
  - ピーターラビット2/バーナバスの誘惑[53]
- 美人ライターレーンの恋愛記事
- ヒトラーの贋札
- ビフォア・ミッドナイト（アナ〈アリアーヌ・ラベド〉）
- ビッグママ・ハウス2（モリー・フラー〈カット・デニングス〉）
- ビバリーヒルズ・コップ2（カーラ〈ブリジット・ニールセン〉）※Netflix配信版
- ヒューマン・ハンター（レイチェル・ウェラー〈サラ・リンド〉）
- ファイナル・デッドブリッジ（オリヴィア・キャッスル〈ジャクリーン・マッキネス・ウッド〉）
- ファミリー・ツリー（アレクサンドラ・キング〈シェイリーン・ウッドリー〉）
- 50/50 フィフティ・フィフティ（レイチェル〈ブライス・ダラス・ハワード〉）
- PUSH 光と闇の能力者（キラ・ハドソン〈カミーラ・ベル〉[4]）
- Black & White/ブラック & ホワイト（ケイティ〈アビゲイル・スペンサー〉）
- ブラッド・パラダイス（ビー〈オリヴィア・ワイルド〉[4]）
- プリティ・ヘレン
- プリティ・ライフ２ ヘイリー・ダフの学園天国（マイ〈モニカ・ロー〉）
- ブラック・ルーム（ジェニファー・ヘムデイル〈ナターシャ・ヘンストリッジ〉）※Netflix配信版
- ブレイブ ワン
- フリーダムランド（フェリシア〈アーンジャニュー・エリス〉）
- フレンチ・ラン（ゾーエ〈シャルロット・ルボン〉）
- フリーダ（フリーダ〈サルマ・ハエック〉）※Netflix配信版
- ホールド・ザ・ダーク そこにある闇（メドーラ・スローン〈ライリー・キーオ〉）
- ボーン・アイデンティティー（受付#1）※フジテレビ版
- ほぼ300＜スリーハンドレッド＞
- ポリス・ストーリー/レジェンド（ミャオ〈ジン・ティエン〉）
- ポリス・ストーリー REBORN（スー〈エリカ・シアホウ〉）
- ホワイトハウス・ダウン（ジェナ〈ジャッキー・ギアリー〉[54]）
- マーサ、あるいはマーシー・メイ（マーサ〈エリザベス・オルセン〉）
- マジック・マイク XXL（ゾーイ〈アンバー・ハード〉）
- Mr.タスク（アリー・レオン〈ジェネシス・ロドリゲス〉）
- M:i:III（リンジー・エリザベス・ファリス〈ケリー・ラッセル〉）※フジテレビ版
- ミッシング ID（カレン・マーフィー〈リリー・コリンズ〉）
- 名探偵ピカチュウ（ミュウツー[55]）
- モータルコンバット（ソニア・ブレイド〈ジェシカ・マクナミー〉[56]）
- モーテル2（ジェス〈アグネス・ブルックナー〉[4]）
- 黙示録2009 合衆国大炎上（デーナ・ソラノ〈ナタリー・サリンズ〉）
- 夜明けのゾンビ（エマ〈ジョーダン・ヘイズ〉）
- 夜に生きる（グラシエラ・スアレス〈ゾーイ・サルダナ〉）
- ランペイジ 巨獣大乱闘（アトキンズ〈マーリー・シェルトン〉[57]）
- リアル・スティール（ファラ・レンコヴァ〈オルガ・フォンダ〉[4]）
- リターン・トゥ・ベース（セヨン〈シン・セギョン〉）
- ルパン
- ルビー・スパークス（ルビー・スパークス〈ゾーイ・カザン〉）
- レーシング・ブラッド（アンナ〈エリザベス・ロマーノ〉）
- レイチェルの結婚
- ローガン・ラッキー（メリー・ローガン〈ライリー・キーオ〉）
- ワイルドサヴェージ（ロイ〈タイ・ウッド〉[4]）
- ワイルド・スピード MEGA MAX（キャスター）※劇場公開版
- 私の頭の中の消しゴム（チョンウン）※DVD版
- わらの犬（エイミー・サムナー〈ケイト・ボスワース〉）

#### ドラマ
- 愛の記憶はさえずりとともに（ジャンヌ〈マリ＝ジョゼ・クローズ〉）
- 赤と黒（ホン・モネ〈チョン・ソミン〉[58]）※NHK放送時
- 美男〈イケメン〉ラーメン店（カン・ドンジュ〈キム・イェウォン〉）
- サイバー諜報員 インテリジェンス（メイ・チェン / No.13〈フェイ・キングスリー〉）
- 1年に12人の男（ナ・ミル〈ユン・ジンソ〉）
- 倚天屠龍記（殷離〈ジャン・マン〉、小蛛児[4]）
- イルジメ〜一枝梅（ピョン・ウンチェ〈ハン・ヒョジュ〉[4]）
- ヴァンパイア・ダイアリーズ（エレナ・ギルバート〈ニーナ・ドブレフ〉）
- ウォリアー（ア・トイ〈オリヴィア・チェン〉）
- エージェント・オブ・シールド（カミール・“カミラ”・レイエス少佐〈レオノア・ヴァレラ〉）
- エデンの東（シン・ミョンフン〈少年期〉）
- NCIS:LA 〜極秘潜入捜査班（ケンジー・ブライ〈ダニエラ・ルーア〉）
- NCIS: ニューオーリンズ シーズン1 #20（アン・バーク）
- NCIS 〜ネイビー犯罪捜査班 シーズン6 #22, #23（ケンジー・ブライ〈ダニエラ・ルーア〉）
- X-ファイル2016（モリー〈ミーガン・ペータ・ヒル〉）
- オールモスト・ネバー 夢みるバンド物語（2022年、サーシャ〈キンバリー・ワイアット（英語版）〉[59]）
- オクニョ 運命の女（ミン・ドンジュ）
- 男が愛する時（ソ・ミド〈シン・セギョン〉）
- オルタード・カーボン シーズン2（ダニカ・ハーラン〈リラ・ローレン〉）
- 神の雫/Drops of God（カミーユ〈フルール・ジェフリエ〉[60]）
- 華麗なるペテン師たち4（ケイコ）
- 奇皇后 〜ふたつの愛 涙の誓い〜（キ・ヤン / スンニャン〈ハ・ジウォン〉）
- 救命医ハンク セレブ診療ファイル（ディヴィヤ・カダイ〈レシュマ・シェティ〉[4]）
- グッド・ワイフ2
- グッバイマヌル 〜僕と妻のラブ♡バトル（オ・ヒャンスク〈パク・ジユン〉）
- クリミナル・マインド6 FBI行動分析課 #13（シドニー・マニング〈エイドリアンヌ・パリッキ〉）
- クリミナル・マインド 特命捜査班レッドセル #10（ヴェロニカ・デイ）
- クワンティコ/FBIアカデミーの真実（アレックス・パリッシュ〈プリヤンカー・チョープラー〉[61]）
- ゲーム・オブ・スローンズ（シェイ〈シベル・ケキリ〉、ジリ〈ハンナ・マリー〉）
- 刑事フォイル（スーザン・ガスコイン）
- ゴースト 〜天国からのささやき シーズン3 #15
- コールドケース 迷宮事件簿
  - シーズン4 #18（ナタリー）
  - シーズン5 #18（プリシラ・チェイピン〈ニコール・トム〉）
  - シーズン7 ザ・ファイナル #7（ドナリン・サリヴァン）
- ゴシップガール（エリース、リサ・ローズ、アグネス・アンドリュース〈ウィラ・ホランド〉）
- ザ・コンチネンタル:ジョン・ウィックの世界から（KD〈ミシェル・プラダ〉[62]）
- ザ・シールド ルール無用の警察バッジ 第5シーズン-（ティナ・ハンロン〈ポーラ・ガーセス〉）
- ザ・ユニット 米軍極秘部隊
- CSI:6 科学捜査班
- CSI:ニューヨーク8（キム）
- CSI:サイバー2（サーシャ）
- 宿敵 因縁のハットフィールド&マッコイ（ナンシー・マッコイ〈ジェナ・マローン〉）
- 主任警部アラン・バンクス
- 新チャーリーズ・エンジェル（グロリア）
- 神鵰侠侶（陸無双）
- 親愛なる白人様（コート・“ココ”・コナー〈アントワネット・ロバートソン〉）
- 新ビバリーヒルズ青春白書（アイン・シルバー〈ジェシカ・ストループ〉[4]）
- SUPERGIRL/スーパーガール（レナ・ルーサー〈ケイティ・マクグラス〉）
- スタートレック:ストレンジ・ニュー・ワールド
- スティーヴン・キングのキングダム・ホスピタル（キャリー看護師〈レナ・ジョーガス〉）
- スリーピー・ホロウ（アビー・ミルズ〈ニコール・ベハーリー〉）
- S.W.A.T. シーズン2 #2（カミル）
- 蒼穹の昴（珍妃[4]）
- 太陽を抱く月（アリ）
- ダメージ（ライラ・ディメオ〈カーメン・グッディン〉）
- THIS IS US 36歳、これから（ベス・ピアソン〈スーザン・ケレチ・ワトソン〉）
- デカメロン（パンピーネア〈ゾーシャ・マメット〉)
- デクスター 〜警察官は殺人鬼（デボラ・モーガン〈ジェニファー・カーペンター〉[4]）
- デッド・ゾーン
- 天使の誘惑（チュ・アラン〈イ・ソヨン〉[4]）
- Dr.JIN（チュノン〈イ・ソヨン〉）
- ナイトメア〜血塗られた秘密〜（ヴァネッサ・アイヴス〈エヴァ・グリーン〉）
- 西海岸捜査ファイル グレイスランド シーズン3（アンバー〈ブリット・モーガン〉）
- NIKITA / ニキータ
- ニュー・アムステルダム 医師たちのカルテ（ヘレン・シャープ〈フリーマ・アジェマン〉）
- バーン・ノーティス 元スパイの逆襲 #3（ボニー）
- バケーション with デレク（ロキシー）
- フーディーニ&ドイルの怪事件ファイル 〜謎解きの作法〜（ナタリア）
- ブラック・ミラー（グレタ）
- THE BLACKLIST/ブラックリスト（カタリーナ・ロストヴァ〈ロッテ・ファービーク〉）
- ブロードチャーチ〜殺意の町〜（トム・ミラー〈アダム・ウィルソン〉）※WOWOW版
- ヘリコプター・ハイスト: 舞い降りた略奪者（カリン<ヨハンナ・ヘドバーグ>）
- BONES
  - シーズン2（ロレイン、アビゲイル・シムズ）
  - シーズン3（エイミー・ホリスター）
- ホット・ガールズ・ウォンテッド オンライン・ラブ（ベイリー・レイン）
- マーベル・シネマティック・ユニバース（カレン・ペイジ〈デボラ・アン・ウォール〉）
  - Marvel デアデビル
  - Marvel ザ・ディフェンダーズ
  - デアデビル: ボーン・アゲイン[63]
- マイガール（キム・セヒョン〈パク・シヨン〉[4]）
- マンハッタンに恋をして〜キャリーの日記〜（ラリッサ・ラフリン〈フリーマ・アジェマン〉）
- ミス・マープル2 動く指（エルシー）
- ミス・マープル6 終わりなき夜に生まれつく（エリー〈ジョアンナ・ヴァンダーハム〉）
- 名探偵ポワロ 葬儀を終えて ※NHK版
- 優しい男（ハン・ジェヒ〈パク・シヨン〉）
- リスナー 心を読む青い瞳（オリビア・フォーセット医師〈ミレーヌ・ディン＝ロビック〉）
- リゾーリ&アイルズ ヒロインたちの捜査線（ナタリー）
- リゾーリ&アイルズ2 #12（アンナ・ファレルFBI捜査官〈テッサ・トンプソン〉）
- LAW & ORDER（ニーナ・キャサディ〈ミーレナ・ゴヴィッチ〉）
- 乱暴〈ワイルド〉なロマンス（ユ・ウンジェ〈イ・シヨン〉）
- ワイルドカード〜捜査バディは天才詐欺師!?〜 #6（ウェンディ〈アシュリー・グリーン〉）
- 私はラブ・リーガル4 #8（ヴェロニカ・クレーマー〈アシュレー・ジョンソン〉）
- ワンス・アポン・ア・タイム シーズン4（エルサ〈ジョージナ・ヘイグ〉[64]）

#### テレビ番組
- プロジェクト・ランウェイ/NYデザイナーズバトル（ウーリ・ヘルツナー）

#### アニメ
- アルティメット・スパイダーマン ウェブ・ウォーリアーズ（ブラック・ウィドウ）
- アベンジャーズ・アッセンブル（ブラック・ウィドウ）
- あつまれ!LEGO マーベル・スーパーヒーローズ（ブラック・ウィドウ）
- CODE リョーコ（ユミ）
- チェブラーシカ ※三鷹の森ジブリ美術館ライブラリー版
- ティンカー・ベルと月の石（ヴィオラ）
- ドーラ（イーサ、ママ、コウモリ、クジラ、カニ、お母さんガニ、ヘレナ、フランツ 他）
- ビー・ムービー
- プッカ（プッカ[65]、ソッソ、リンリン）
- 冬のソナタ アニメ版（オ・チェリン）
- モンスターVSエイリアン
- RWBY（シエナ・カーン）

### ナレーション
- BS世界のドキュメンタリー（NHK BS1）
  - 「自然にも"権利"を 法律は地球を救えるか」（2022年11月1日）
  - 「カンボジアの"奴隷"たち 中国特殊詐欺グループの巣窟」（2023年6月27日） - メアリー・アン・ジョリーの声
  - 「ブルース・リー 10枚の写真」（2023年7月19日）
  - 「モハメド・アリ 10枚の写真」（2023年10月9日）
  - 「モダン・タイムス チャップリンの声なき抵抗」（2025年1月29日）

### ボイスオーバー
- 奇跡体験!アンビリバボー（フジテレビ）
- BS世界のドキュメンタリー（NHK BS1）
- BBC地球伝説（BS朝日）

### ラジオ
- インターネットラジオ『ふぃあ通』（ゲストパーソナリティ）

### その他コンテンツ
- TRPGナイトウィザードリプレイキャラクター 愚者の楽園（柊レン）
- オーディオブック 天使の卵-エンジェルス・エッグ（朗読）
- ぱちんこ ガラスの仮面（2020年、青木麗[66]）

### シリーズ一覧
1. ↑  第2期『〜双月の騎士〜』（2007年）、第3期『〜三美姫の輪舞〜』（2008年）
2. ↑  第1期（2007年）、第2期『あはっ☆』（2008年）
3. ↑  第1期（2015年）、第2期『ピカイア!!』（2017年）
4. ↑  1stシーズン（2016年）、2ndシーズン（2017年）
5. ↑  SEASON1（2018年）、SEASON2第1クール（2023年）、SEASON2第2クール（2023年）
6. ↑  第4期（2019年 - 2020年）、第5期（2021年）、第6期（2022年 - 2023年）、第7期（2024年）
7. ↑  Season 1（2022年）、Season 2（2023年）
8. ↑  第1期（2023年）、第2期（2025年）